# Max Frank
Max Frank (* 14. November 1870 in Hameln; † 10. Mai 1933 in Berlin) war ein deutscher Rechtsanwalt und sozialdemokratischer Politiker.

## Leben
Frank stammte aus einem bürgerlich-jüdischen Elternhaus. Der Vater war Kornhändler und Bankier. Nach dem Abitur studierte er Rechtswissenschaften. Bereits in dieser Zeit war er der Sozialdemokratie beigetreten. Er arbeitete seit der Jahrhundertwende als Rechtsanwalt und ab dem Jahr 1926 als Notar in Dortmund. Er besaß dort eine Kanzleigemeinschaft mit seinem Schwager Otto Elias.
Frank, zur Unterscheidung vom Rechtsanwalt Paul Frank, auch als Frank I bezeichnet, gehörte schon in der Vorkriegszeit zu den meistbeschäftigten Strafverteidigern im Ruhrgebiet. Er konzentrierte sich dabei auf die Verteidigung in Strafprozessen, die im Zusammenhang mit der Arbeiterbewegung standen. So betreute er bei den großen Bergarbeiterstreiks von 1905 und 1912 mehrere tausend Strafsachen.
Auch als Redner in Parteiveranstaltungen war Frank aktiv. Neben Max König gehörte er zu den Rednern, die auf der ersten Versammlung der SPD in Arnsberg sprachen. In Dortmund gehörte er im Jahr 1919 der Stadtverordnetenversammlung an und war in den Jahren 1919 bis 1925 unbesoldetes Magistratsmitglied. Auf Grund von Nachwahlen in den Reichstagswahlkreisen 1 und 14 am 20. Februar 1921 zog Frank am 7. März des Jahres über die Reserveliste in den eigentlich bereits 1920 gewählten Reichstag ein. Das Mandat hatte er aber bereits am 9. April 1921 wieder niedergelegt, weil ihm die Kommunalpolitik dafür zu wenig Zeit ließ. Sein Mandat wurde von Alfred Grotjahn übernommen.

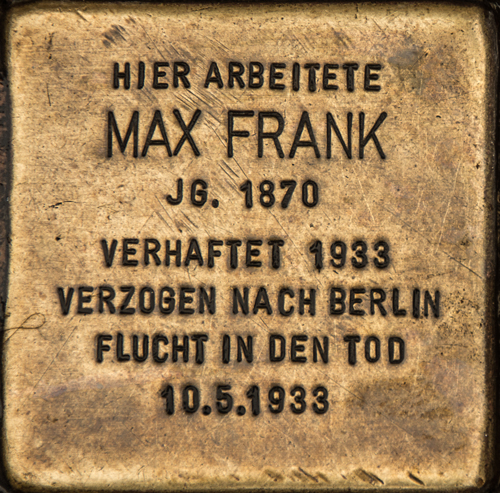
Stolperstein in Dortmund

In der Weimarer Republik machte sich Frank einen Namen in politischen Prozessen gegen Sozialdemokraten und Kommunisten. Im Jahr 1924 verteidigte er den ehemaligen sächsischen Ministerpräsidenten Erich Zeigner gegen den Vorwurf der Aktenvernichtung und Bestechlichkeit. Er konnte eine Verurteilung Zeigners allerdings nicht verhindern. Öffentliche Aufmerksamkeit erregte er auch in einem Prozess gegen zwei Ärzte, die Schwangerschaftsabbrechungen vorgenommen hatten, um armen Patientinnen zu helfen. Frank erwirkte im Revisionsverfahren Begnadigungen. In anderen Fällen erwirkte Frank Freisprüche. Er war auch Syndikus des Lokomotivführerverbandes.
Unmittelbar nach dem Beginn der nationalsozialistischen Herrschaft wurde Frank am 28. März 1933 noch im Schwurgerichtssaal festgenommen. Am 2. April wurde er aus der „Schutzhaft“ in der Dortmunder Steinwache wieder entlassen. Kurze Zeit später wurde er erneut kurzzeitig festgenommen. In der Haft war Frank schwer misshandelt worden.
Inzwischen hatte er als Jude sein Vertretungsrecht vor Gericht und damit seinen Lebensunterhalt verloren. Ende April 1933 unterrichtete Frank das preußische Justizministerium über diese Behandlung. Über seinen Tod gibt es keine genauen Angaben. Nach dem Bericht in einer Lokalzeitung soll er sich im Mai 1933 vergiftet haben.
An Max Frank erinnert heute ein Stolperstein vor dem Haus Hansastraße 50 in Dortmund, der letzten Adresse seiner Anwaltskanzlei.